# Цю Минъян
Цю Минъян (кит. 邱铭洋; род. 10 декабря 1988 года, Аньшань, Ляонин, Китай) — китайский спортсмен-паралимпиец, соревнующийся в лыжных гонках. Бронзовый призёр зимних Паралимпийских игр 2022 года в Пекине.

## Биография
На зимних Паралимпийских играх 2022 в Пекине 7 марта Цю Минъян с результатом 54:29.7 завоевал бронзовую медаль в лыжных гонках на дистанции 20 км среди спортсменов, соревнующихся стоя, уступив японцу Таики Каваёкэ и соотечественнику Цай Цзяюню.